# Visconde de Mirandela
Visconde de Mirandela foi um título nobiliárquico criado por decreto de D. Maria I em 13 de maio de 1810, a favor de D. Francisco António da Veiga Cabral da Câmara (1734–1810), 1.º Visconde de Mirandela.

## Titulares
- Francisco António da Veiga Cabral da Câmara, 1.º Visconde de Mirandela (1734–1810)
- Joana Francisca Maria Josefa da Veiga Cabral da Câmara, 2.ª Viscondessa de Mirandela (1758–1819)